# SSETI Express
SSETI Express (auch OSCAR 53) ist ein am 27. Oktober 2005 vom russischen Weltraumflughafen Plessezk gestarteter Mikrosatellit, der von über 200 Studenten aus etwa 20 Universitäten in 12 Ländern entworfen und gebaut wurde. SSETI heißt „Student Space Exploration and Technology Initiative“ (Weltraumexplorations- und Technologieinitiative für Studenten). Der SSETI Express wog 60 Kilogramm und war der weltweit erste „Studentensatellit“.
Der Satellit wurde um 06:52 Uhr UTC gestartet und umkreiste die Erde in etwa 690 km Höhe. Nach dem erfolgreichen Start erhielt er die OSCAR-Nummer 53 zugewiesen.
Der Satellit führte drei Picosatelliten mit sich, die eine Kantenlänge von 10 Zentimetern und etwa 1 Kilogramm Masse aufwiesen. Diese drei Satelliten wurden in der Umlaufbahn abgesetzt:
- UWE-1 (Universität Würzburg Experimentalsatellit)
- OSCAR 58 aus Japan
- nCube-2 aus Norwegen

Nach fünf Tagen Flug verlor die ESA am 1. November 2005 den Kontakt zu SSETI Express. Die Stromversorgung im Satelliten versagte, und somit war ein Aufladen des Satelliten nicht möglich. Ausgelöst wurde der Fehler anscheinend durch eine Wärmeüberlastung in der Ladekontrolleinheit. Dabei spielte die Verkettung mehrerer Umstände eine Rolle, die in dieser Form nicht auf der Erde getestet wurden:
Nach aktuellem Kenntnisstand hatte das einfallende Sonnenlicht die Stromversorgung durch die Solarzellen aktiviert. Da jedoch nach dem Aussetzen ca. 60 Minuten lang alle Nutzlasten abgeschaltet bleiben mussten und die Batterie voll geladen war, konnte die anfallende Energie durch die Ladeelektronik nur als Wärme 'verbraucht' werden. Ein Entwurfsfehler sorgte dann für eine unzureichende Aufteilung der Wärmelast und zuletzt zum Versagen eines entscheidenden Bauteils.
Trotzdem wird die Mission als herausragender Erfolg betrachtet. Bis zur vollständigen Entladung der Batterie funktionierte der Satellit problemlos. Alle drei Picosatelliten wurden ausgesetzt. Der Start wurde von einer der bisher größten PR-Kampagnen der ESA begleitet. Zudem ist die benötigte Zeitspanne zwischen Missionsdefinition und Startbereitschaft mit 18 Monaten für Projekte dieser Größenordnung eine beeindruckende Leistung, die die hohe Motivation, Mobilität und den Einsatz der über ganz Europa verstreuten Teilnehmer unterstreicht. Aufgrund der erfolgreichen Projektdurchführung der SSETI-Express-Mission wurde von der ESA weitere Unterstützung für die SSETI-Schwestermissionen (ESEO, ESMO) gewährt. Das ESMO-Projekt wurde allerdings 2012 eingestellt.